# Janine Cahen
Janine Cahen, née le 10 septembre 1931 à Mulhouse et morte le 10 août 2011 à Clamart, est une enseignante puis correctrice au quotidien Le Monde et militante anticolonialiste.

## Biographie
Janine Cahen naît le 10 septembre 1931 dans une famille juive de Mulhouse. Elle est la fille d’Edmond Cahen, avocat, qui deviendra bâtonnier du barreau de Mulhouse de 1961 à 1963.
Pendant la Seconde Guerre mondiale, avec sa famille, elle part pour Valence (Drôme) où son père entre dans la Résistant. Pour la protéger, elle est placée, sous le nom de Cacheux, dans une maison d’enfants dans le Vercors, avec ses frères et sœurs. Les cousins de Janine Cahen, restés à Lyon, sont arrêtés par la Milice et déportés à Auschwitz avec leur mère. 
Après la guerre elle a été l’élève de Madeleine Rebérioux au lycée de jeunes filles de Mulhouse et sera très liée à elle.
Après son baccalauréat, elle poursuit ses études à Paris où elle obtient une licence de lettres, mais ne passe pas les concours de professeur. En 1956, elle passe un an en Suède comme formatrice d’adultes en langue française, puis rentre en France, devient institutrice à Paris, mais gravement dépressive, elle rentre à Mulhouse à la fin mai 1958 où elle devient enseignante de français au lycée de jeunes filles de Mulhouse puis institutrice à Paris.
La lecture en 1958 de L'Affaire Audin, de Pierre Vidal-Naquet, avec lequel elle se liera d’amitié la marque profondément. Elle s’inscrit à la rentrée d’octobre 1958 aux cours de capacité en droit. Elle y encontre un Algérien, Ali Goumghar qui est le mari de son ancienne professeur de philosophie Violette Canivez. Il donne des cours d’alphabétisation à l’Amicale des Nord-Africains résidant en France (ANARF) section de Mulhouse. Il lui propose de travailler pour le FLN.
Janine Cahen achète une 4CV Renault d’occasion et effectue des tournées dans le Sundgau pour récupérer de l’argent et une fois par mois elle prend le train pour Paris pour remettre le contenu du sac au FLN. Elle fait désormais partie des « porteurs de valises », qui aident le Front de libération nationale.
Arrêtée le 21 février 1960 à la sortie du café Royal Péreire à Paris, elle est condamnée avec les membres du réseau Jeanson et incarcérée à la Petite Roquette pour huit mois. Avec sa co-détenue, Micheline Pouteau, elles trouvent refuge à Milan où elles vont travailler d’arrache-pied à recueillir des témoignages sur « la guerre sans nom », de déserteurs, de soldats revenus du front, des lettres… qui aboutiront à la publication en Italie d’Una resistenza incompiuta e gli anti-colonialisti francesi 1954-1962. 
Elle travaille comme pigiste à Jeune Afrique puis à la Revue d'études palestiniennes et enfin, de 1983 à 1988, au Monde, comme correctrice.
Janine Cahen meurt le 10 août 2011 à Clamart, à l’âge de 86 ans, des suites d'un cancer du poumon.

## Publication
Janine Cahen et Micheline Pouteau, Una resistenza incompiuta. La guerra d'Algeria e gli anicolonialisti francesi 1954-1962, Casa editrice Il Saggiatore, 2 vol., Milan, 1964.

## Documentaire
- Janine Cahen, documentaire de Serge Lemkine et Jacques Dugowson, 1983, Centre national de documentation pédagogique, 11 min.